# Carlos Toledo Rizzini
Carlos Toledo Rizzini  (1921–1992) es un botánico y micólogo brasileño.
Ha trabajado como investigador sénior en el "Jardín Botánico de Río de Janeiro"

## Algunas publicaciones
- Rizzini, CT. 1983. Efeitos psicotropicos de plantas brasileiras. II. Aspectos botánicos. Cienc Cult Soc Bras Progr Cienc 35 (4): 434-438.
- Rizzini, CT; CM Rizzini. 1981. Dicionário Botânico Latino-Português Abonado: V. H. Arquivos do Jardim Botânico do Rio de Janeiro, v. 25, p. 191-199
- Rizzini, CT. 1980. Dicionario botanico classico latino-portugues averbado. II. C e D. Arq Jard Bot Rio De J: 24: 51-116
- Rizzini, CT. 1978. The discovery of sebastião-de-arruda, a fine brazilian wood that was botanically unknown. Economic Botany 32:51-58
- Rizzini, CT. 1977. Validation & redescription ofOryctina (Loranthaceae). Plant Syst.Evol. 128:47-52
- Rizzini, CT. 1973. Dormancy in Seeds of Anona crassiflora Mart. J. Exp. Bot. 24: 117-121
- Rizzini, CT. 1965. Experimental Studies on Seedling Development of Cerrado Woody Plants. Ann. Missouri Bot. Gard. 52: 3: 410-426
- Rizzini, CT. 1960. Flora of Panama. Part IV. Fascicle III. Ann. Missouri Bot. Gard. 47: 4: 263-359
- Occhinoi, P; CT Rizzini. 1958. Toxic action of two species of Dieffenbachia. Rev. Bras. Med. 15 (1):10-6
- 1952. The use of lichens in medicine. Bras. Med. 20-27;66(38-39):589-96

### Libros
- Rizzini, CT; WB Mors; RA Defilipps; N Alvares Pereira. 2000. Medicinal Plants of Brazil. Ed. Reference Publs. 501 pp. ISBN 0-917256-42-5

- Rizzini, CT; A de Mattos Filho. 1992. Contribuicao Ao Conhecimento Das Floras Do Nordeste De Minas Gerais E Da Bahia Mediterranea. 95 pp. ISBN 978-85-208-0126-0

- Rizzini, CT; A Houaiss; LC Marigo; AF Coimbra F. 1988. Ecossistemas Brasileiros . 200 pp. ISBN 978-85-7083-018-0

- Rizzini, CT. 1982. Melocactus no Brasil. Ed. IBDF, Jardim Botânico do Rio de Janeiro.142 pp.

- Rizzini, CT. 1978. Latim para biologistas. Ed. Academia brasileira de ciencias. 203 pp.

- Rizzini, CT. 1977. Arvores e madeiras do Brasil. Río de Janeiro: Supren. 86 pp. il. bl y ng

- Rizzini, CT; WB Mors. 1976. Botânica econômica brasileira. São Paulo : Editora Pedagógica e Universitária. 207 pp.

- Filho, LX; CT Rizzini. Manual de liquenologia brasileiro. Ed. Universidade Federal de Pernambuco. 431 pp.

- La abreviatura «Rizzini» se emplea para indicar a Carlos Toledo Rizzini como autoridad en la descripción y clasificación científica de los vegetales.[1]

## Honores
- "Huerto Carlos Toledo Domínguez", de 1996, del parque natural Municipal Bosque da Barra, Asunción